# Carlo Giovanni Testori
Carlo Giovanni Testori (* 24. März 1714 in Vercelli (Piemont); † 20. Mai 1782 ebenda) war ein italienischer Musiktheoretiker, Violinist und Komponist.

## Leben und Werk
Zuerst wirkte Carlo Giovanni Testori als Violinlehrer, erreichte dann die Stellung des Kapellmeisters der Kirche Sant Eusebio in Vercelli. Er hinterließ einige unterschätzte Kompositionen sakraler Musik. Bekannt und bedeutend wurde Carlo Giovanni Testori durch seine didaktischen und musiktheoretischen Schriften La Musica ragionata (Vercelli 1767 mit drei Supplementen 1771, 1773 und 1782). Diese Werke in Form von lebhaften und lustigen Dialogen fußen auf Rameaus Musiktheorie und reichen von den musikalischen Anfangsgründen bis zum acht-stimmigen Satz.